# Raimondo Cacciotto
Raimondo Cacciotto   (l'Alguer, 1979) és un polític italià, síndic de l'Alguer des del juny del 2024.
Va estudiar Enginyeria Agrònoma a la Universitat de Sàsser on es va llicenciar el 2005. Va treballar en tasques relacionades amb la seguretat en el treball i la gestió de residus. Va ser regidor de l'Alguer amb el Partit Demòcrata del 2012 al 2013. També fou representant regional. Es va presentar a les eleccions de l'Alguer del juny del 2024 per una coalició de centre-esquerra. Va esdevenir alcalde de la ciutat aconseguint mil vots més que Marco Tedde, el candidat de la coalició de centre-dreta, batlle en dues ocasions i diputat al parlament sard. Caccioto va marcar com un dels objectius que l'Alguer consolidés les relacions amb la resta dels Països Catalans, i va dir que prioritzaria les polítiques familiars, d'habitatge i inclusió social, així com fomentar la transmissió generacional del català als infants de 0 a 6 anys.